# Villa Basilewsky
La villa Olga Basilewsky è una struttura che sorge nelle prossimità del centro di Firenze. L'edificio è ubicato nel viale Strozzi, di fronte alla parte del viale che circonda i giardini della Fortezza da Basso e nei pressi del torrente Mugnone.

## Storia e descrizione
Voluta dal consigliere di collegio Aleksandr Bazilevskij e dalla moglie Olga Nikolaevna per trascorrere periodi di vacanza in Toscana, la struttura è una delle testimonianze del turismo russo verso l'Italia; non è un caso che nelle immediate vicinanze della villa sorga la chiesa russa ortodossa della Natività (comunemente chiamata Chiesa Russa) creata anche grazie alla donazione del principe di San Donato Paolo Demidoff.
Alla morte della madre, il figlio Petr Aleksandrovič decise di donare la villa alla pubblica amministrazione per la creazione di un ospedale intitolato alla madre, funzione che ha tuttora con servizi ambulatoriali volti per di più alla dermatologia e al trattamento e cura delle forme di dipendenza.